# Lodoïska
Lodoïska è un'opera (comédie-héroique) in tre atti di Luigi Cherubini su libretto di Claude-François Fillette-Loraux, tratto dal romanzo Les Aventures du Chevalier de Faublas di Jean-Baptiste Louvet de Coudray.
Debuttò a Parigi, al Théâtre Feydeau, il 18 luglio 1791.

## Interpreti della prima rappresentazione
| Personaggio | Interprete         |
| ----------- | ------------------ |
| Lodoïska    | de Justal          |
| Lysinka     | Hédou-Verteuil     |
| Floreski    | Pierre Gaveaux     |
| Titzikan    | Vallière           |
| Varbel      | Jean-Blaise Martin |
| Dourlinski  | Châteaufort        |
| Altamoras   | Georget            |

## Trama
Dourlinski è un barone malvagio a cui è stata affidata in modo malaccorto la giovane Lodoïska. Da par suo, il cattivo tenta di sposarla, anche se non è corrisposto. Lodoïska infatti ama Floreski, che condivide i suoi sentimenti, ma un impedimento di ordine politico si è frapposto in passato al loro amore. L'amato giunge in prossimità del castello da dove Lodoïska da una torre invoca aiuto.
Floreski e il servo Varbel si travestono, si fingono i fratelli della giovane e chiedono di poterla portar via. Tuttavia vengono smascherati e imprigionati. Tutto sembra perduto quando i tartari (che peraltro sono in debito con il generoso Floreski) assaltano il castello, lo conquistano e riportano le cose al loro posto: il cattivo viene imprigionato e la coppia di amanti può alla fine ricongiungersi.

## L'opera

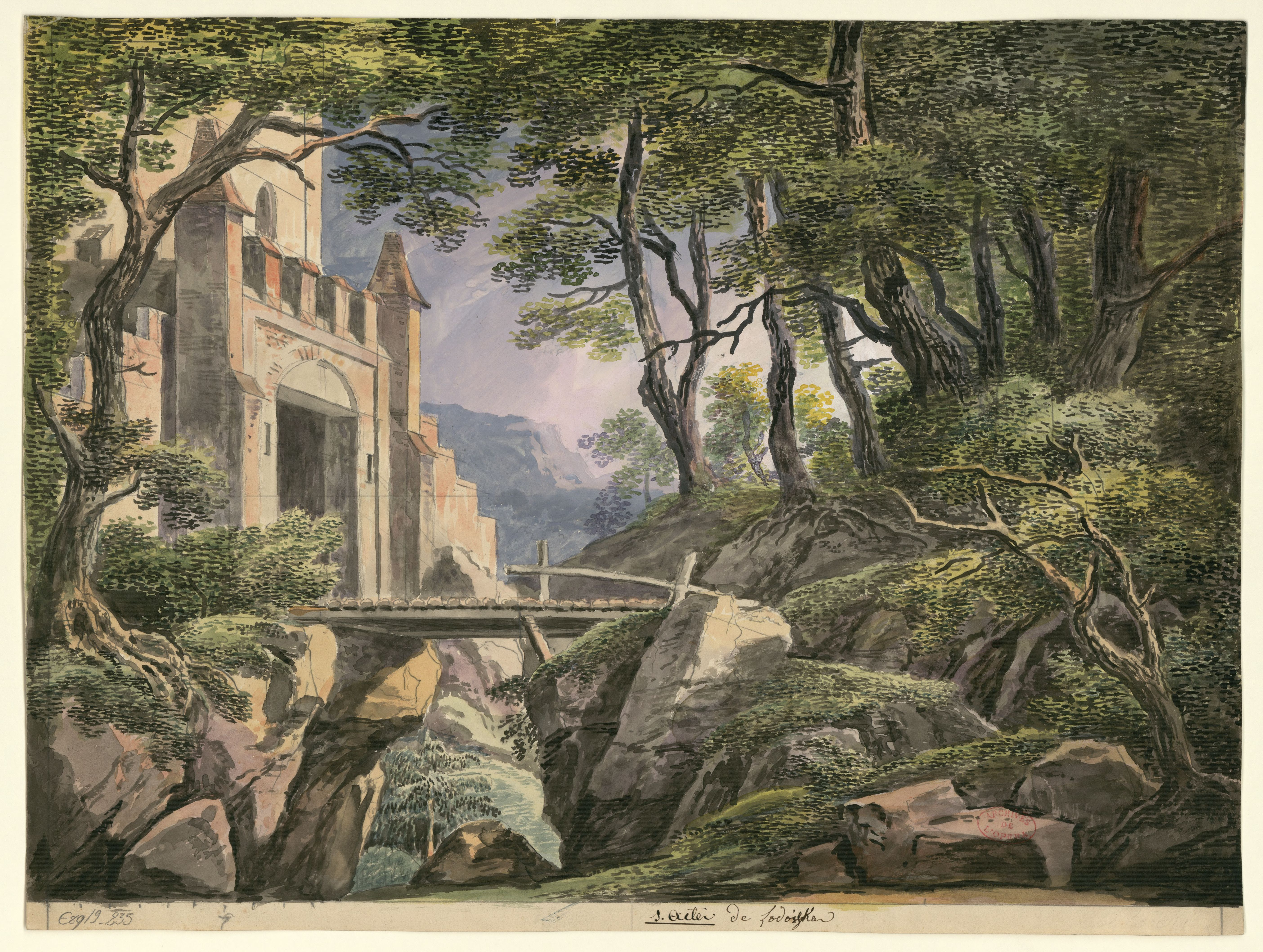
Schizzo, arredamento del primo atto (1791), Ignazio Degotti

L'esordio di Cherubini a Parigi fu difficile: il suo Démophon (1788) fu un chiaro insuccesso. Allora egli tentò la carta dell'opéra-comique, che stava trapassando dall'Opera comica propriamente detta verso un genere più vasto, non strettamente (o meglio esclusivamente) legato alla comicità. Tanto è vero che questa viene definita comédie-héroique, quasi un'area di passaggio ideale tra l'ironia e l'eroismo, che aveva e avrebbe acquistato un suo spazio importante e ben definito.
Il tema prescelto per l'opera di Cherubini ricalca quello di almeno una dozzina di altre opere, precedenti e seguenti, tra cui alcune piuttosto importanti. Tra queste l'omonima opera di Simon Mayr, Fidelio di Ludwig van Beethoven, e Torvaldo e Dorliska di Gioachino Rossini, anche se con diverse variazioni nella trama.
Lodoïska di Cherubini fu un grande successo, gli diede fama e gli schiuse la carriera che pareva arrivata a un punto cruciale. Il tema delle trame complicate e in qualche modo poco credibili, con travestimenti, contrattempi e impedimenti al ricongiungimento degli amanti, ma che alla fine si risolvono con la condanna del cattivo e la gloria dei buoni, non erano per nulla una novità. In tutta l'opera, il ballo e il teatro, sia barocco che settecentesco, si ritrova questo filone, magari ispirato ai classici e risolto da dèi ex machina o personaggi idealizzati. Qui si profila comunque un'atmosfera specifica, che costituisce in qualche modo un filone a sé stante. La tensione drammatica (che a volte passa sopra gli aspetti anche secondari ma che riecheggiano l'originario sapore comico della commedia) e la scrittura orchestrale innovativa per un'opera lirica di questo genere, furono dunque ben compresi dal pubblico. Mostrando così che (per via di questa e molte altre opere) i tempi erano maturi per traghettare l'opera settecentesca verso quella del mondo romantico.

## Discografia
| Anno | Cast (Lodoïska, Lysinka, Floreski, Titziken, Varbel, Dourlinski, Altamoras, Talma)                                                       | Direttore, Orchestra e Coro | Etichetta |
| ---- | --- | --- | --- |
| 1961 | Ilva Ligabue, Renata Mattioli, Giacinto Prandelli, Renato Gavarini, Sesto Bruscantini, Walter Monachesi, Plinio Clabassi, Carlo Cava     | Oliviero De Fabritiis Orchestra e Coro di Roma della RAI (Registrazione dal vivo; in italiano)                                     | LP: Mauro R. Fuguette MRF «Cherubini Series» MRF/C-02 (con la messa da Requiem) CD: Charles Handelman Live Opera |
| 1991 | Mariella Devia, Francesca Pedaci, Bernard Lombardo, Thomas Moser, Alessandro Corbelli, William Shimell, Mario Luperi, Danilo Serraiocco  | Riccardo Muti Orchestra e Coro del Teatro alla Scala di Milano (Registrazione dal vivo, febbraio 1991; in francese)                | CD: Sony Classical 47290 / S2K 47290 / SRCR 8709-10                                                              |
| 1994 | Susan Patterson, Marie-Noëlle de Callataÿ, John Aler, Donald Litaker, Philippe Fourcade, Jean-Luc Chaignaud, Julian Hartman, Geert Smits | Frans Brüggen Radio Kamerorkest, Groot Omroepkoor (Registrazione dal vivo, Concertgebouw, Amsterdam, 15 ottobre 1994; in francese) | CD: Premiere (2009) House of Opera 5154                                                                          |